# Ангарск
Ангарск (рус. Ангарск) град је у Русији у Иркутској области, у југоисточном Сибиру. Налази се на обали реке Ангаре. Од Москве је удаљен 5150 km. Према попису становништва из 2010. у граду је живело 233.765 становника.
Ангарск је основан 1948. године, а статус града је добио 1951. године.
По процени из 2004. године има 262300 становника.
Град има свој музеј сатова, а 2005. године је добио прву награду на савезном такмичењу у највећој брзини развоја комуналних услуга.
Ангарск је са светом повезан Транссибирском железницом.

## Становништво
Према прелиминарним подацима са пописа, у граду је 2010. живело 233.765 становника, 13.353 (5,40%) мање него 2002.
| 1959.   | 1970.   | 1979.   | 1989.   | 2002.   | 2010.   |
| ------- | ------- | ------- | ------- | ------- | ------- |
| 134.390 | 203.310 | 238.802 | 265.835 | 247.118 | 233.567 |

## Партнерски градови
- Митишчи
- Ђинџоу
- Комацу